# Wada Yoshimori
Wada Yoshimori est un nom japonais traditionnel ; le nom de famille (ou le nom d'école), Wada, précède donc le prénom (ou le nom d'artiste).
Wada Yoshimori (和田 義盛, 1147-24 mai 1213) est un commandant militaire du début de l'époque de Kamakura du Japon. Gokenin du shogunat de Kamakura, il est le premier chef du (bettō) du samurai-dokoro.
Il est le fils de Miura Yoshiaki et le petit-fils de Sugimoto Yoshimune, ce qui en fait un descendant des Heike. Parmi ses fils, on compte Wada Yoshinao, Asahina Yoshihide et Wada Yoshishige. Il a également un neveu, Wada Tanenaga.
Il prend part aux combats des batailles de Ichi-no-Tani (1184) et Dannoura (1185) et participe à la campagne contre Kiso Yoshinaka (1184) et Fujiwara Yasuhira (1189).
Comme beaucoup d'autres, lui et sa famille sont victimes de la lutte pour le pouvoir qui suit la mort de Minamoto no Yoritomo, premier shogun de Kamakura. La tension croît entre les shikken Hōjō et Wada et débouche sur une confrontation ouverte quand Wada Yoshinao, Wada Yoshishige et Wada Tanenaga sont accusés de conspiration et arrêtés. Yoshimori, qui est à Kazusa, rentre à Kamakura et parvient à faire libérer deux de ses fils. Tanenaga est cependant retenu et exilé dans la province de Mutsu. La guerre s'ensuit (appelée Wada kassen (和田合戦) et, en 1213, il est défait et exécuté avec toute sa famille. Les Wada sont traditionnellement censés être enterrés au mont Wadazuka à Kamakura, mais ce n'est qu'une théorie non prouvée née après les fouilles in situ réalisées durant l'ère Meiji. 

## Source de la traduction
- (en) Cet article est partiellement ou en totalité issu de l’article de Wikipédia en anglais intitulé « Wada Yoshimori » (voir la liste des auteurs).